# アンドレイ・ソロマティン
アンドレイ・ユーリエヴィチ・ソロマティン（ロシア語: Андре́й Ю́рьевич Солома́тин、1975年9月9日 - ）は、ロシアの元サッカー選手。ポジションはDF。
Kリーグ時代の登録名はソロ（ハングル: 솔로）。

## 来歴
1974年、ロシアの首都モスクワで生まれ、FCトルペド・モスクワのユースクラブに在籍をした。1995年、FCロコモティフ・モスクワへ移籍をし、数々のタイトル獲得に貢献をした。2001年、同じモスクワを本拠地とするPFC CSKAモスクワへ移籍。2002年、ロシア・カップを手にし、代表では2002 FIFAワールドカップに招集された。2003年にはリーグ優勝を成し遂げたが、翌年は契約更新されず、FCクバン・クラスノダールへ移籍。2007年、トルペド・モスクワで現役生活に別れを告げた。

## 所属クラブ
- FCトルペド・モスクワ 1992
- FC FShMトルペド・モスクワ 1993-1994
- FCロコモティフ・モスクワ 1995-2001
- PFC CSKAモスクワ 2001-2003
- FCクバン・クラスノダール 2004
- 城南一和天馬 2004
- FCオドロン・キエフ 2005
- クリリヤ・ソヴェトフ・サマーラ 2005
- FCスパルタク・ニジニ・ノヴゴロド 2006
- FCアンジ・マハチカラ 2006
- FCトルペド・モスクワ 2007

## 代表歴

### 出場大会
- ロシア代表
  - 2002 FIFAワールドカップ

### 試合数
- 国際Aマッチ 14試合 1得点（1998年-2003年）[3]

| ロシア代表 | 国際Aマッチ | 国際Aマッチ |
| 年         | 出場        | 得点        |
| ---------- | ----------- | ----------- |
| 1998       | 1           | 0           |
| 1999       | 0           | 0           |
| 2000       | 2           | 0           |
| 2001       | 0           | 0           |
| 2002       | 8           | 1           |
| 2003       | 3           | 0           |
| 通算       | 14          | 1           |

## タイトル
- FCロコモティフ・モスクワ
  - ロシア・カップ：4回 (1996 , 1997 , 2000 , 2001)

- PFC CSKAモスクワ
  - ロシアサッカー・プレミアリーグ：1回 (2003)
  - ロシア・カップ：1回 (2002)